# Davy Crockett (bande dessinée)
Pour les articles homonymes, voir Davy Crockett (homonymie).
Davy Crockett est une série, inspirée de Davy Crockett, publiée dans Vaillant en 1957 créée par le scénariste Jean Ollivier ; la série est successivement dessinée par Eduardo Coelho et Kline.

## Publication dansVaillant
| N° de publication | Titre                    | Dessinateurs            | Scénaristes   | Longueur    | Date de publication         |
| ----------------- | ------------------------ | ----------------------- | ------------- | ----------- | --------------------------- |
| V627 à V632       | La Flèche vermeille      | Eduardo Teixeira Coelho | Jean Ollivier | 12 planches | du 17/05/1957 au 21/06/1957 |
| V633 à V640       | Un Coup d’audace         | Eduardo Teixeira Coelho | Jean Ollivier | 16 planches | du 28/06/1957 au 16/08/1957 |
| V641 à V647       | Mississippi              | Eduardo Teixeira Coelho | Jean Ollivier | 16 planches | du 23/08/1957 au 04/10/1957 |
| V648 à V656       | La Vallée de la peur     | Eduardo Teixeira Coelho | Jean Ollivier | 13 planches | du 11/10/1957 au 06/12/1957 |
| V773 à V785       |                          | Kline                   | Jean Ollivier |             |                             |
| V786 à V798       | Sur la frontière sauvage | Kline                   | Jean Ollivier |             |                             |
| V799 à V823       | Les hommes–loutres       | Kline                   | Jean Ollivier |             |                             |
| V824 à V843       | La Vallée heureuse       | Kline                   | ?             |             |                             |
| V844 à V863       | Cœur fidèle              | Kline                   | ?             |             |                             |
| V864 à V889       | Les Feux de l’Ohio       | Kline                   | ?             |             |                             |

## Traductions
- Portugais (pour l'histoire dessinée par Coelho) : traduit et réédité dans Mundo de Aventuras (pt) en 1958 et 1959.